# Albert de Jaeger
Pour les articles homonymes, voir De Jager ou De Jaeger et Jager.
Albert de Jaeger, né à Roubaix le 28 octobre 1908 et mort dans le 14e arrondissement de Paris le 19 mai 1992, est un sculpteur, médailleur, fondeur et orfèvre français.

## Biographie
Albert de Jaeger obtient le premier prix à l'école des beaux-arts de Roubaix et de Tourcoing, puis le premier prix à l'École nationale des arts décoratifs de Paris en 1933. Il est l'élève de Paul Niclausse (1879-1958), Henri Bouchard (1875-1960), Charles Despiau (1874-1946) et Henri Dropsy (1885-1969).
Il obtient le premier grand prix de Rome de gravure en médaille en 1935 avec l'œuvre La Légende et l’Histoire et reçoit un hommage de la ville de Roubaix et de Wasquehal où il habite.
Il est le conseiller artistique du général Pierre Kœnig, commandant en chef en Allemagne (1944-1949), secrétaire général du Conseil supérieur d'architecture et d'urbanisme en zone française d'occupation en Allemagne (1945-1950), et directeur des Ateliers d'art français (1944-1949).
Il a vécu la majeure partie de sa vie à Meudon où il avait acheté la villa Charles Schacher au 11bis rue des Capucins.

## Œuvres

### Monuments
- Monument à Jacques Cujas (1522-1590).
- Monument à Diane.
- Monument à Henri Louis Duhamel du Monceau (1700-1782).
- Monument au Général de Gaulle (1890-1970) à Meudon.
- Monument à Jean Lebas (1898-1944) à Roubaix.
- Monument aux martyrs de la Résistance à Roubaix.
- Monument à Charles Péguy (1873-1914).
- Monument à Ernest Renan (1823-1892).
- Monument à Asnières.
- Monument à Aulnay.
- Monument à Châteauroux.
- Monument à Châtenay-Malabry.
- Monument à Enghien-les-Bains.
- Monument à Maisons-Laffitte.
- Monument à Rouen.
- Monument à Sevran.
- Portes de l'Europe, portes monumentales en bronze, Mayence (Allemagne).

### Bustes et portraits
- Pie XII (1876-1958).
- Sir Winston Churchill (1874-1965).
- Cardinal Jean Verdier (1864-1940).
- Cardinal Achille Liénart (1884 - 1973).
- Président John Fitzgerald Kennedy (1917-1963).
- Maréchal Gueorgui Joukov (1896-1974).
- Général Dwight David Eisenhower (1890-1969).
- Général de Gaulle (1890-1970).
- Général Marie-Pierre Kœnig (1898-1970).
- Général Philippe Leclerc de Hauteclocque, dit Maréchal Leclerc, (1902-1947).
- Professeur Charles Jacob (1878-1962).
- Professeur René Leriche (1879-1955).
- Professeur Dominique Auguste Lereboullet (1804-1865).
- Professeur André Lwoff (1902-1994).
- Professeur Jacques Monod (1910-1976).
- Marcel Dassault (1892-1986).
- André Gide (1869-1951).
- Sacha Guitry (1885-1957).
- Serge Lifar (1904-1986).
- Henry de Montherlant (1895-1972).
- Romain Rolland (1866-1944).
- Maurice de Wendel (1879-1961).
- Henri Paul François de Wendel (1844-1906).

### Médaille
- Médaille du bicentenaire de la naissance de Napoléon Ier (1769-1969).
- Médaille du bicentenaire des Établissements de Wendel.
- Médaille du IIIe centenaire de la compagnie de Saint-Gobain (1665-1965). Bronze, diamètre 53 mm, 112 g.
- Médaille du IIIe centenaire de l'Hôtel des Invalides (1677-1977).
- Médaille du VIIe centenaire de la mort de Saint Louis (1270-1970).
- Médaille du corps enseignant de la faculté de droit de Paris.
- Médaille de l'École nationale d'administration (ENA).
- Médaille d'hommage à l'Ordre national de la Légion d'honneur.
- Médaille d'hommage à l'Ordre national du Mérite.
- Médaille Banque de l'Indochine et de Suez. 1975.
- Médaille pour le Prix Galien.
- Médaille du mariage de S.A.S. le prince Rainier III de Monaco et Grace Kelly (1956). Bronze, diamètre 116 mm, poids 639 g.
- Médaille du mariage de la Princesse Margrethe II de Danemark et du Prince Henri de Laborde de Monpezat (1967).
- Médaille de Farah Pahlavi Impératrice d'Iran 1938 -    ).
- Médaille Édouard Bonnefous (1907-2007). 1972, bronze, diamètre 72 mm.
- Médaille du général Alain de Boissieu (1914-2006).
- Médaille de Jean-Charles de Borda (1733-1799). Club français de la Médaille (CFM), 1970, cuivre, diamètre 69 mm, poids 180 g.
- Médaille de l'amiral Georges Cabanier (1906-1976).
- Médaille de Youri Gagarine (1934 - 1968).
- Médaille du général de Gaulle (1890-1970). Diamètre 107 mm, poids 686 g.
- Médaille du général de Gaulle (1890-1970). Monnaie de Paris, 1980, diamètre 74 mm, poids 236 g.
- Médaille du général de Gaulle (1890-1970), Appel du 18 juin 1940. Monnaie de Paris, 1972, diamètre 68 mm, poids 190 g.
- Médaille de Amir Abbas Hoveida, Premier Ministre d'Iran.
- Médaille du Président John Fitzgerald Kennedy (1917-1963).
- Médaille André Le Troquer (1884-1963), Hommage de la Ville de Paris à l'occasion du XXVe anniversaire de son mandat de conseiller municipal. Bronze, 68 mm, 150 g environ.
- Médaille de Edmond Michelet (1899 - 1970).
- Médaille de Sa Sainteté le pape Pie XII (1876-1958). Bronze, diamètre 44 mm, poids 35 g.
- Médaille du général Martial Valin (1898-1980).
- Médaille La Naissance de Vénus. Bronze argenté, diamètre 112 mm, poids 435 g.

## Distinctions
- Officier de l'ordre national de la Légion d'honneur.
- Officier de l'ordre des Arts et des Lettres.
- Commandeur de l'ordre national du Mérite.